# Diego Gómez (arquitecto)
Diego Gómez (lugar desconocido, hacia 1580-Sevilla, 1659) fue un arquitecto español del siglo XVII.

## Biografía
En 1617 construyó una casa, propiedad del convento de la Trinidad, en la calle Sol.
En 1621 vivía con su esposa, Ana de Salinas, en la calle Valderrama de la collación de San Marcos. Fue alcalde alarife del cabildo municipal en 1621, 1631, 1634, 1637, 1639 y 1644. En 1629 fue maestro mayor interino de este cabildo y, tras la renuncia del maestro mayor Andrés de Oviedo ese mismo año, se presentó para aquella plaza, lo que también hicieron Marcos de Soto y Pedro Sánchez Falconete. Finalmente, fue escogido Marcos de Soto. En 1635, tras la muerte de Soto, volvió a presentarse para la plaza, lo que también hicieron Pedro Sánchez Falconete, Juan de Segarra y Melchor de la Vega. Finalmente, se escogió a Falconete.
Diego Gómez y Diego López de Arenas fueron nombrados alcaldes alarifes y visitaron varias casas de la ciudad para realizar informes de reparaciones y tasaciones. En 1639, fueron, junto con Cristóbal Ortiz y Juan de Segarra, a tasar unas casas del barrio de la Feria. Ese mismo año Diego Gómez visitó unas casas junto al hospital de San Bernardo para evaluar unas obras realizadas y tasar la renta por petición del escultor Felipe de Ribas.
Entre 1627 y 1641 realizó la iglesia, el claustro y toda la fachada del convento de Nuestra Señora de la Consolación.
Trabajó con el maestro de yeserías Diego López de Arenas y el arquitecto Diego López Bueno para reformas y ampliaciones del convento de Santa Paula entre 1615 y 1623. En esta misma época realizó el claustro del monasterio de San Clemente.
En 1628 construyó dos casas, propiedad del hospital de San Bernardo, en la collación de San Leandro.
Entre 1629 y 1636 realizó la iglesia del convento de San José, de los  mercedarios descalzos. En el pórtico de la iglesia de San José realizó el mismo tipo de cimacios que había hecho para el claustro de Santa Paula.
En 1639 fue nombrado maestro mayor de obras del Arzobispado de Sevilla. Realizó obras en edificios religiosos de la provincia de Sevilla. Llevó a cabo obras en el palacio arzobispal entre 1644 y 1647. Las más significativas fueron las obras en las galerías del segundo patio, al que se añadió una fuente de mármol. Cuando tenía este cargo, colaboró también con el maestro mayor de obras del cabildo municipal, Pedro Sánchez Falconete, y con el del Real Alcázar, Diego Martín de Orejuela.
Entre 1642 y 1646 Diego Gómez construyó la capilla de la hermandad sacramental de la iglesia de Santa María la Blanca en la parcela de un local anejo a al templo.
En noviembre de 1648 diseñó unas reformas en la torre de la iglesia de San Andrés. En 1656, como maestro mayor del arzobispado, volvió a visitar este templo y realizó un informe sobre reparaciones necesarias en la capilla de la parte delantera de la nave de la epístola.
En 1653 realizó los planos para obras en unas casas de la calle Lanzas, propiedad del presbítero de la iglesia de Santiago. En 1654 se encargó de las obras de unas casas en la calle Manteros (actual calle Jovellanos), propiedad del hospital del Amor de Dios.